# Byrrhus rugipennis
Byrrhus rugipennis is een keversoort uit de familie pilkevers (Byrrhidae). De wetenschappelijke naam van de soort is voor het eerst geldig gepubliceerd in 2005 door Fabbri.